# Jojoba
Jojoba, (Simmondsia chinensis) este un arbust nativ din Sonora și Mojave, deșertul din Arizona, California, și Mexic. Face parte din speciile Simmondsiaceae.  Jojoba se cultivă în scopuri comerciale pentru extragerea uleiului de jojoba, ceara din semințe. Planta a fost utilizată pentru combaterea și prevenirea procesului de deșertificăre în Tharr.

## Descrierea

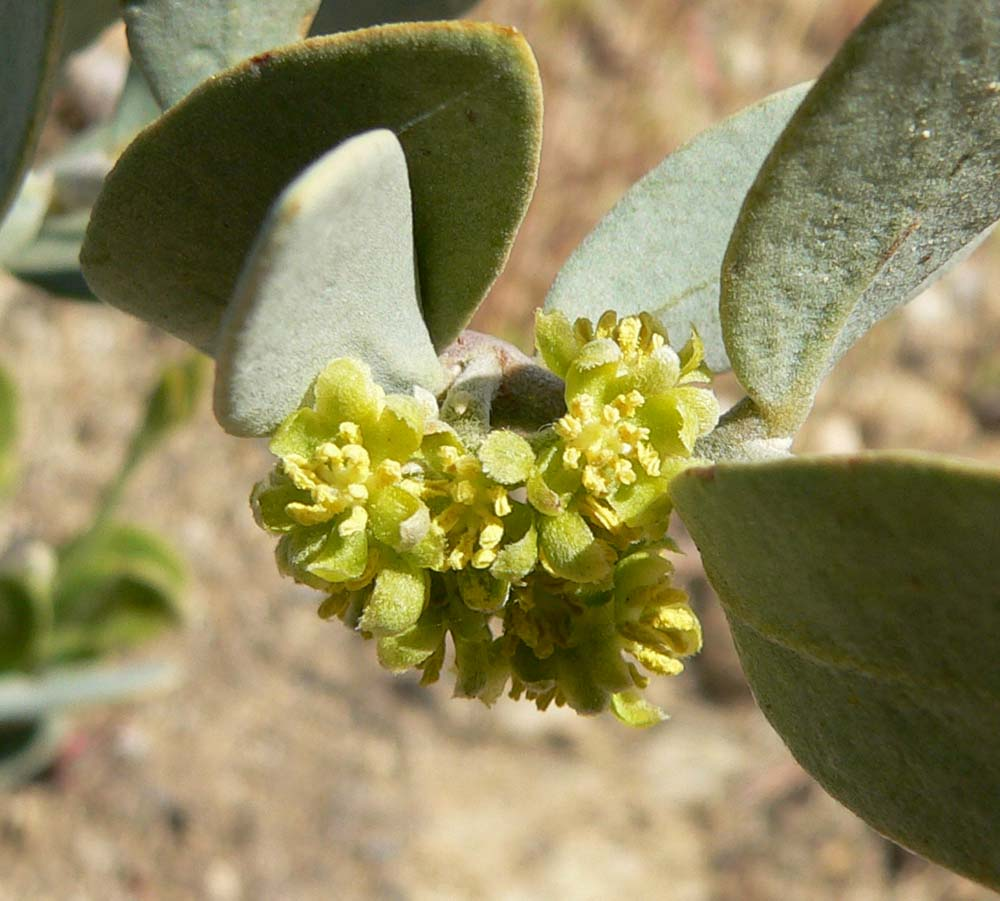
flori de jojoba.

Jojoba ajunge la înălțimea de 1–2 m, cu o coroană densă. Frunza e ovală, 2–4 cm în lungime și 1.5–3 cm în lățime, de culoare verde-gri și lichid lipicios pe suprafață . Floarea este de mărime mică, galben-verzuie, cu 5–6 petale și fără sepale.
Planta posedă flori unisexuate, masculine și feminine,hermafrodite pot fi întâlnite foarte rar.Fructul are forma ovală, triunghiulară capsulă (fruct) cu lungimea de 1–2 cm.  Sămânța e cafenie și conține ulei (ceară lichidă) aproximativ 54%. Un arbust în mediu produce 1 kg de polen, la care unii oameni sunt alergici.
Frunzișul arbustului este hrana pe tot anul pentru o mulțime de animale inclusiv căprioara, pecarul, șeptelul, veverițele , iepurii, alte rozatoare, și păsări mai mari. Numai șoarecele din Deșertul Sonora poate să digere ceara din nuca de jojoba.
În cantitați mari, semințele sunt toxice pentru mamifere, ceara nu poate fi digerată și pentru oameni este un laxativ. Populația Seri, care utilizau aproape orice plantă comestibilă de pe teritoriul lor,nu foloseau boabele in alimentația zilnică, numai in cazuri excepționale. .
Cu toate că denumirea plantei este Simmondsia chinensis, Jojoba nu provine din China; botanistul Heinrich Friedrich Link, inițial a numit speciile Buxus chinensis, dupa interpretarea greșită a denumirii colecției lui Thomas Nuttall  "Calif" ca "China".
Jojoba a fost redenumită în  Simmondsia californica,dar normele solicitau utilizarea epitetului original. Denumirea generală și pronunția este similară cu Jujube (Ziziphus zizyphus), plantă care face parte din altă categorie si nu trebuie sa fie confundată.

## Etimologie
Denumirea "jojoba" a apărut de la O'odham, populația din Deșertul Sonora în Statele Unite de sud-vest, care vindecau arsurile cu unguentul produs din pasta  nucii de jojoba.

## Cultivarea și utilizarea

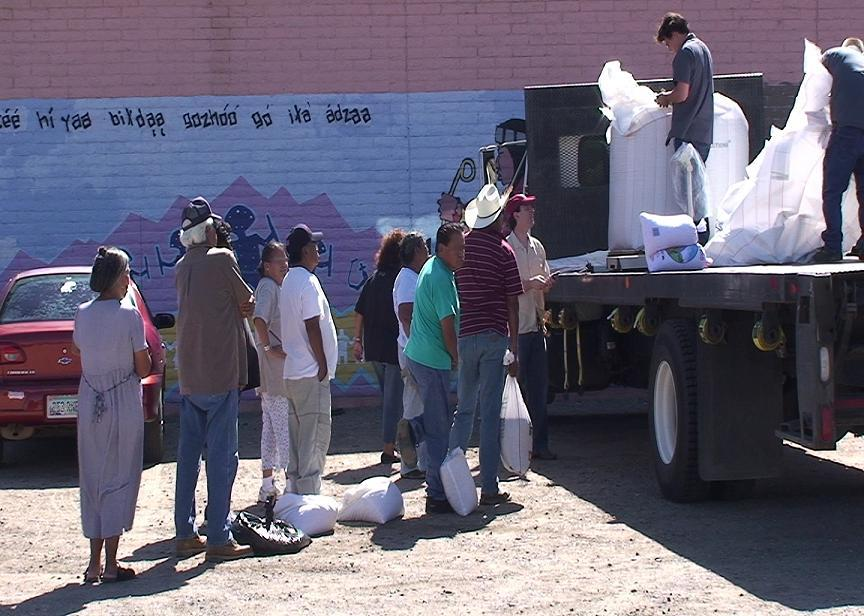
comercializarea semințelor de jojoba în, Arizona

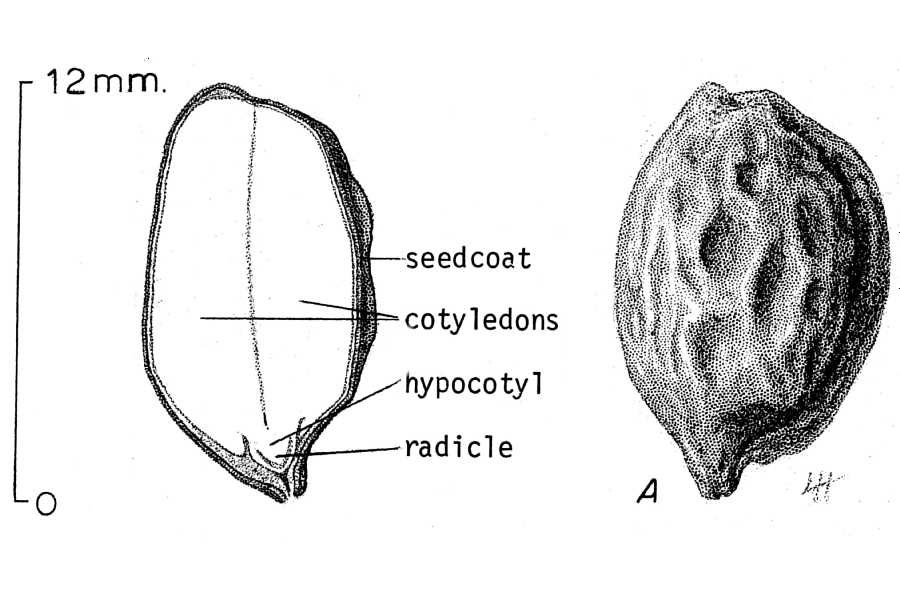
Sămânța de jojoba

Jojoba se plantează pentru obținerea lichidului,  ceară (deseori numit ulei de jojoba) din semințele ei.
Uleiul de jojoba poate fi cu ușurință rafinat pentru obtinerea lui inodoră, incoloră si oxidativ stabilă, este des utilizat in cosmetică ca hidratant și ca ulei cosmetic pentru aromă deosebită. Poate fi prelucrat pentru obținerea  biodieselui, combustibil pentru automobile și camioane.
Plantațiile de jojoba au fost stabilite in deșerturi si semideșerturi, predominant in Argentina, Australia, Israel, Mexic, Autoritatea Palestiniană, Peru, și Statele Unite. În prezent este a doua cea mai economic valoroasă plantă nativă din Desertul Sonora  (precedată de palmierii Washingtonia) folosite în horticultură.
Reproducerea selectivă face plantele să producă mai multe boabe cu cantitatea mai mare de ceară,precum și alte caracteristici care vor facilita recoltarea..

## Refereințe
1. 1 2 3 4 5  Steven J. Phillips, Patricia Wentworth Comus (eds.) (2000). A Natural History of the Sonoran Desert. University of California Press. pp. 256–257. ISBN 0-520-21980-5.
2. ↑  „Countering Desertification”. Wikipedia. Accesat în 26 iunie 2009.
3. ↑  IENICA "Jojoba" Retrieved on 2011-02-16.